# József Attila Városi Könyvtár és Múzeum
A makói József Attila Városi Könyvtár és Múzeum a városi könyvtár és múzeum egyesülésével jött létre 2013-ban. Az intézménynek ma helyet adó épület 1971-ben készült el.

## Története

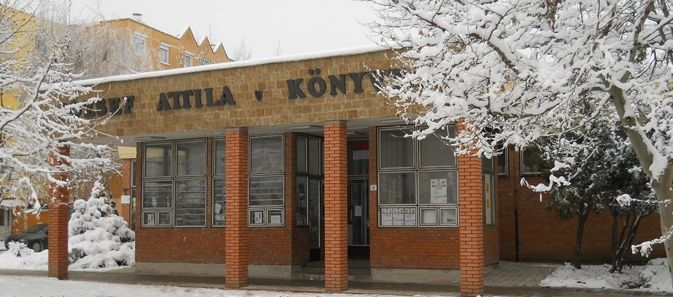
József Attila Városi Könyvtár, külső

1952-ben az országos szervezés eredményeként Makón is megalakult a Járási Könyvtár, melynek fő feladata volt a város könyvtári ellátása. A volt Vármegyei Könyvtár és a Juhász Lajos-féle könyvtár kötetei képezték gyűjteménye gerincét. Bár folyamatosan nőtt mind a látogatók, mind az állomány száma, folyamatos költözködés jellemezte működését, sokszor kis alapterületen, mostoha körülmények között. 1969 volt az az év, amikor fordulóponthoz ért Makó város könyvtárügye; bizottságot hoztak létre a könyvtár méltó elhelyezésének előkészítésére. Öt számba vehető épületet mértek fel, majd megállapították, hogy egyrészt egyik sem felelne meg, másrészt többe kerülne, ha egy régi házat igyekeznének modern könyvtár épületté átalakítani. Javaslatot tett tehát a bizottság egy új, legalább 750 m² alapterületű, körülbelül 50 000 kötet elhelyezésére, tárolására, kölcsönzésére alkalmas felnőtt- és gyermekkönyvtár építésére.
A kezdeményezés hatására 1969. április 4-én, a felszabadulási ünnepséget követően került sor az alapkőletételre a Korona Szálló mögötti telek Deák Ferenc utca felőli oldalán. Ekkorra már elkészültek a tervek is; főként üveg és alumínium kerül majd felhasználásra az épület kivitelezésekor. Érdekesség, hogy 600 munkanapot ajánlottak fel Makó város lakói társadalmi munkaként, valamint járművek biztosítására tett ígéretet egy helyi termelőszövetkezet. Bár az építkezést az 1970-es árvíz, időnkénti pénzhiány lassították, végül a tervezett 1971. augusztus 20-i átadás helyett – bevárva az évfordulót – szeptember 25-én, Makó város felszabadulásának 27. évfordulója előestéjén avatták fel a József Attila Városi Könyvtárat. Az ünnepségen több, mint ezer ember vett részt. Az avatóbeszédet Hantos Mihály, a Megyei Tanács elnökhelyettese mondta. Bár méltatta Makó város gazdag könyvtári hagyományát, megemlítette, hogy az országos 18%-os mért olvasói arányhoz képest városunk jelentős elmaradást mutat fel a lakosságszámra vetített 11,7%-os beiratkozott olvasói teljesítményével. Hangsúlyozta azonban, hogy ez az épület a legkorszerűbb könyvtári épület Csongrád megyében és pozitívumként emelte ki a megye, a város, a járás és a lakosság összefogását.

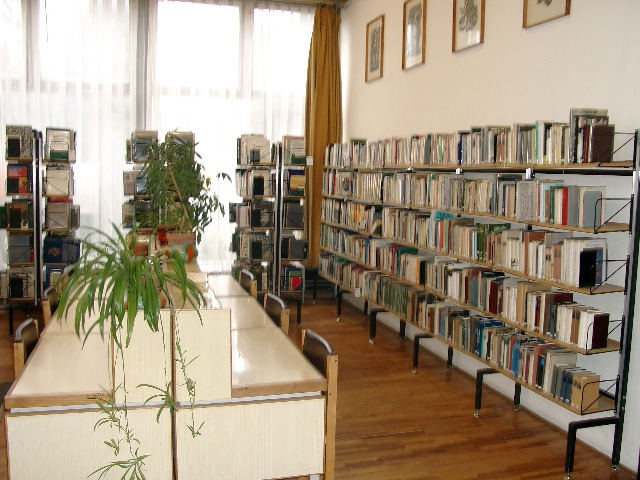
József Attila Városi Könyvtár, belső

A számok tükrében a következőképpen fest az új könyvtár. 740 m2 alapterületen, 4,8 milliós költségvetéssel készült el az épület. A költségekből 2 577 000 forintot Makó városa, 1 965 000 forintot a Csongrád Megyei Tanács és 258 000 forintot pedig a járás tíz községe fedezett, további 50 000 forintot könyvbeszerzésre ajánlott fel a Megyei Tanács.
Az 1970-es évek közepén páratlan fejlődésnek indult a könyvtár; folyamatosan bővült az állomány, nőtt az olvasói létszám (legmagasabb aránnyal az ifjúsági olvasók bírtak), állandósult a tájékoztató szolgálat, a helyismereti gyűjtemény anyagát lyukkártyás rendszerben tárták fel, megkezdték néhány helyismereti kiadvány előmunkálatait, ellátták a járásban lévő községi könyvtárak szakmai és módszertani felügyeletét. Az első irodalmi estet 1972. december 3-án rendezték, Mocsár Gábor és Sánta Ferenc írókat hívták meg. Rendszeressé váltak az író-olvasó találkozók, felolvasó estek, előadások, játékdélutánok; a város közművelődésének egyik alapját jelentette az intézmény. 1973. szeptember 22-én nyitott meg a zenei részleg 118 hanglemezzel és idegen nyelv tanulást segítő lemezekkel. A lemezállomány az idők folyamán mind zenei, mind nyelvi és irodalmi darabokkal bővült.
Az első évek eredményei közül a könyvállomány gyarapítása a legdinamikusabb. 1977-ben „Kiváló” címet kapott a könyvtár, a megyében először, egy 1975-ös „Kiváló Közművelődési Könyvtár” című pályázaton vett részt. Az országban akkor negyvennyolc könyvtár kapott ilyen elismerést. A könyvtár eredményesen működött együtt a városi iskolákkal, közművelődési intézményekkel. Az alapkatalógus mellett kiegészítő katalógusokat is készítettek, például irodalmi, recenzió, társadalomtudományi, címszó, helyismereti, hanglemezek szakkatalógusát.
1979 novemberében átköltözött a régi Városháza épületébe a gyermekkönyvtár, helyén kialakítottak olvasótermet és a kézikönyvtár állományát helyezték el. Az 1980-as években még 15 db fiókkönyvtár tartozott a könyvtárhoz, napjainkban már csak az újvárosi városrész lakosait szolgálja ki külön fiókkönyvtár.
Az 1980-as évek más szempontból viszont folyamatos visszaesést mutattak, ahogy országosan, úgy helyi szinten is számolni kellett az olvasási kultúrában történő visszalépéssel. Eredményként lehetett viszont elkönyvelni, hogy biztonságtechnikai javításokat végeztek el és új feliratot kiviteleztek a homlokzatra. 1981-ben a könyvtár országos első helyezést ért el az „Olvasó ifjúságért” pályázaton. 1983-ban valamivel élénkebb lett a könyvtár látogatottsága, növekedett a könyvtárhasználók száma.
1985-ben új könyvállványokat sikerült beszerezni, összesen 140 polcfolyómétert. Az intenzív apasztással és ezzel együtt hosszú időre megoldódott az intézmény raktárhiánya.
1997 óta „ékesíti” az intézmény bejáratát a fadúc, mivel megsüllyedt az épület homlokzata, de felújításra nincsen pénz. Makovecz Imre elkészítette egy jövőbeni új könyvtári komplexum tervrajzát, amelynek megvalósításához egyelőre nem áll rendelkezésre elegendő pénz.
A szakmai munka szerencsére ennek nem látta kárát; integrált könyvtári rendszer bevezetése, CD-ROM állomány kialakítása, folyamatos fejlesztése, internet-olvasóterem kialakítása, informatikai tanfolyamok szervezése, előadássorozatok megtartása fémjelzik az intézményben folyó munkát.
1999. december 31-vel lezárták a hagyományos cédulakatalógust a könyvtárban, teljes mértékben kiváltotta az OPAC. 2004 év végére készült el teljes mértékben a felnőtt állomány feldolgozása az új integrált rendszerben, 2005-től így már mód van számítógépes kölcsönzésre is. 2001-ben lehetősége nyílt az intézménynek, hogy felújítsa a zenei részleget, illetve elkészült saját honlapjuk, amely azóta már egyszer teljes egészében megújult, most azt a változatot láthatjuk az Interneten. Itt kell megemlíteni az európai uniós különgyűjteményt, amely a Külügyminisztérium közkönyvtári programjának köszönhető és folyamatosan bővül.
2003-ban Makó Városért kitüntetést kapott a könyvtár.
2016-ban a felnőtt és a gyerekkönyvtár átköltözött ideiglenes helyére a 6900 Makó, Szent János tér 19/a szám alá.

## Szolgáltatásai

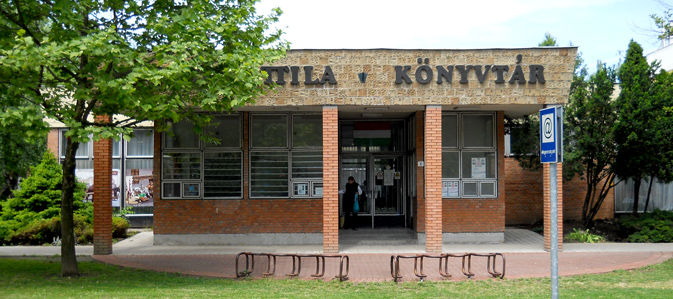
József Attila Városi Könyvtár

Az intézmény folyamatosan bővülő szolgáltatásairól a könyvtár honlapján lehet informálódni. A főbb területek a következők:
- Beiratkozás
- Kölcsönzés
- Könyvtárközi kölcsönzés
- CD- és DVD-állomány
- Hangoskönyvek
- Németh Pál különgyűjtemény
- Számítógépes szolgáltatások
- EU—gyűjtemény
- eMagyarország-pont
- Terembérlet
- Hírlevelek
- Számítógépes tanfolyamok

## Gyermekkönyvtár
A makói gyerekkönyvtár 1979 óta működik a Régi Városháza épületében (Széchenyi tér 6.) a József Attila Városi Könyvtár részlegeként. 1989 óta körülbelül 14 000 kötettel, lemezekkel, folyóiratokkal, számítógépes olvasóteremmel várja olvasóit. 2006 óta internetezni is lehet.
A gyerekkönyvtár hol külön épületben, hol közösen, majd megint külön épületben működött a felnőtt részlegtől. 1963-ban utalt ki a Városi Tanács egy 25 m²-es helyiséget konkrétan azzal a céllal, hogy gyermekkönyvtár működhessen a falai között. Az állomány mérete ekkor körülbelül 3 000 kötet volt. 1964 őszén tovább kellett állnia a könyvtárnak, mert egy fényképésznek utalták ki a helyiséget. A szemben lévő művelődési ház félemeletén kaptak egy szobát, ami kisebb is volt és ráadásul folyamatosan beázott. A művelődési házzal való együttélés pozitívuma volt viszont, hogy író-olvasó találkozók megrendezésére biztosítottak számukra klubhelyiséget. Az új városi könyvtár tervezésénél természetesen figyelembe vették a gyermekkönyvtár integrálását. Az első tervek szerint 53 m²-en működött volna, de ezen idővel módosítottak, megnövelték az alapterületét további 35 m²-rel. A gyermekrészleg így mintegy 5 200 kötetnyi állománnyal és néhány folyóirattal kezdte meg 1971-ben működését az átadott József Attila Városi Könyvtárban.
1979-ben azonban ismét új korszak vette kezdetét a gyermekkönyvtár életében, ismét menniük kellett. Ezúttal a Széchenyi téren lévő Úttörőház három helyiségébe került át a gyermekkönyvtár. Az áthelyezett körülbelül 15 800 kötet és a zenei anyag jelentősen enyhítette a városi könyvtár helyhiányát. Az új helyszínen számos szabadidős terem, nagy díszterem állt a gyermekrészleg rendelkezésére, saját rendezvényeik színvonalas lebonyolítására. Az „anyaintézménytől” való elszakítás hátránya abban nyilvánult meg, hogy bizonyos szolgáltatásoktól így eltávolodtak, például kézikönyves állomány helyben használata, nagyobb zenei kínálat, szélesebb könyvajánlat. Bár 1989-ben további termeket kapott a gyermekkönyvtár, a látogatottsági és kölcsönzési mutatók mégis egyre inkább visszaesést mutatnak. Feltehetően ez annak is eredménye, hogy az iskolai könyvtárak egyre gazdagabb ajánlatot tudnak helyben felmutatni, de sajnos a csökkenő születésszám is hatással van a mutatókra.
Mindehhez még hozzájárult, hogy az 1990-es években az Úttörőházból kikerültek a gyerekek. 1999-re annyira lecsökkent a látogatók száma, hogy korlátozták a nyitvatartást. Mindezek ellenére a kollégák lelkesedése töretlen. 2007-ben készült el a gyermekkönyvtár honlapja, ahol folyamatosan informálódni lehet az aktualitásokról. Napjainkban kézműves foglalkozásokat, meseolvasást, videó vetítést, számítógépes játszóházi foglalkozásokat tartanak az alapfeladatok ellátása mellett.
2016-ban a felnőtt és a gyerekkönyvtár átköltözött ideiglenes helyére a Szent János tér 19/a szám alá.

## A könyvtár igazgatói 1971-től napjainkig
| Név | Hivatali idő | Szakirány                         |
| --- | ------------ | --------------------------------- |
| Domokos László | 1971–1993    |                                   |
| Márton Károlyné (Hegedűs Éva) | 1993–1996    |                                   |
| Mátó Erzsébet | 1996–2014    | könyvtáros                        |
| Miután az akkori kormány olyan feltételek mellett adta a múzeumokat városi kézbe, hogy az utánuk járó állami normatíva önmagában nem fedezte azok működtetését, Makó képviselő-testülete átmenetileg egyesítette a könyvtárat és a múzeumot, az új intézmény neve József Attila Városi Könyvtár és Múzeum lett |              |                                   |
| Forgó Géza | 2014–2015    | történész, muzeológus, könyvtáros |
| Szikszai Zsuzsanna | 2015 –       | néprajzos, néptánctanár           |

## Külső hivatkozások
- József Attila Városi Könyvtár
- Gyerekkönyvtár